# サービスパンダ
サービスパンダは、かつてアミー・パークで活動していた日本のお笑いコンビ。1996年結成、2001年解散。
通称「ビスパン」。また結成当初は渡辺プロダクションに所属していた。

## メンバー
- 飯田 ヒロシ（本名:飯田 寛（いいだ ひろし）、1970年7月5日（54歳） - ）、大阪府吹田市出身、ボケ担当。大阪芸術大学短期大学部出身。
  - コンビ結成前はバンド「Bonnie Duck!?」のパーカッション（その前はドラム）を担当。城天（大阪城公園内のストリートライブ）を経て、上京後の1992年にトイズファクトリーよりメジャーデビューを果たす[2][3]。
    - シャ乱Qとは城天時代から交流があり、ライブハウスで対バンや一緒にイベントを行うような間柄だった[3]。

  - Bonnie Duck!?解散後に芸能関係の仕事に就きたいと考え、以前もらったアミー・パークのスタッフの名刺を頼りに、同事務所社長の網井雄三に手紙と履歴書を送付。網井との面接を経て、モト冬樹の付き人を3年経験する[3]。
  - 子役として、CM出演の経験もある[3]。
- 吉岡 ヤスタカ（本名:吉岡 靖喬（よしおか やすたか）1977年3月22日（47歳） - ）、東京都福生市出身、ツッコミ担当。

## 概要
- コンビ名の由来は「昼寝をしてても人気者のパンダがサービスをする、これ以上ありがたい状態はない」という意味から。
- モト冬樹の付き人をしていた飯田は「タモリのボキャブラ天国」への出演（キャブラー）に憧れており、当時モトが出演していた「THE夜もヒッパレ」の制作会社であるハウフルスが同番組も担当していたことから、マネージャーを通じて社長の菅原正豊との連絡を取り付ける。そこで菅原からネタを作るようにアドバイスを受け、ピン芸人として渡辺プロダクションのライブに出演する。その後同ライブに出演していた吉岡に声をかけ、コンビ結成[3]。
- TVやライブ出演時はオリジナルTシャツを着用していた。

## 解散後

### 飯田
シャ乱Q時代から交流のあったつんく♂が総合プロデュースを手掛けていたハロー!プロジェクトのバックバンドのドラマーやコンサートのスタッフなど裏方の活動やゲームソフト「リズム天国」シリーズの監修サポートも務める。
またアップフロントグループのレコード会社であり、つんく♂が代表取締役のTNXで執行役員を務めるなどし、2020年現在は同グループで商品企画やデザインを担当。

### 吉岡
引き続きアミー・パークに所属し俳優に転じたが後に引退し、同社でマネジャーに転向。担当したタレントはモト冬樹、U字工事など。なお上記の通り、飯田もモトの付き人を経験している。

## 出演

### テレビ
- タモリのボキャブラ天国（キャッチフレーズは「白と黒のエクスタシー」）
- 爆笑オンエアバトル 戦績4勝6敗 最高434KB
- 火消し屋小町（解散後に吉岡が出演）

### 映画
- 赤い月 (解散後に吉岡が出演)